# Walt Whitman
Walter Whitman, noto come Walt Whitman (/ˈhwɪtmən/; Huntington, 31 maggio 1819 – Camden, 26 marzo 1892), è stato un poeta, scrittore e giornalista statunitense.
Considerato il padre della poesia statunitense, è stato il primo poeta moderno a utilizzare comunemente il verso libero, di cui è considerato in un certo senso l'inventore. La sua opera più famosa, la raccolta poetica Foglie d'erba, pubblicata in diverse edizioni a partire dal 1855, è considerata un classico della letteratura, così come la sua celeberrima poesia O capitano! Mio capitano!
Fu cantore della democrazia, della libertà e di un ideale visionario che pone l'uomo come momento centrale rispetto al senso di percezione e comprensione delle cose. Cantò, soprattutto, l'essenza di quello che diventerà successivamente il «sogno statunitense».

## Biografia

### Giovinezza
Walter Whitman nacque a Huntington, situata a Long Island, il 31 maggio 1819, da Walter e Louisa Van Velsor Whitman, genitori che abbracciavano il pensiero quacchero. Condividendo il nome con il padre, il giovane Walter fu subito soprannominato «Walt». Ebbe numerosi fratelli: fra questi, tre prendevano i nomi di gloriosi politici statunitensi, ovvero Andrew Jackson, George Washington, e Thomas Jefferson. Vi erano inoltre Jesse, il più anziano, un altro bambino che morì senza nome all'età di sei mesi, ed Edward, il più giovane. I primissimi anni di vita li trascorse prevalentemente a Brooklyn, dove si trasferì all'età di quattro anni a causa della rovinosa condizione finanziaria nella quale versava la famiglia. Whitman avrebbe poi ricordato la sua infanzia come triste e irrequieta; l'unico momento felice fu quando nel 1825 il marchese di La Fayette, considerato il profeta dell'indipendenza statunitense, durante i festeggiamenti del 4 luglio lo sollevò fra le braccia e lo baciò.
Il giovane Walt frequentò per alcuni anni la scuola e, compiuti gli undici anni, abbandonò gli studi. Per aumentare le rendite familiari, entrò come praticante nella redazione del Patriot, quotidiano di Long Island curato da Samuel E. Clements; fu qui che Whitman apprese i rudimenti della stampa e della composizione tipografica. Il giornale, tuttavia, fu protagonista di uno scandalo quando Clements e due amici cercarono di disotterrare il cadavere di Elias Hicks per ottenere un calco della sua testa; Clements, con la carriera macchiata indelebilmente dall'episodio, rassegnò le sue dimissioni dal Patriot.

### Inizi della carriera

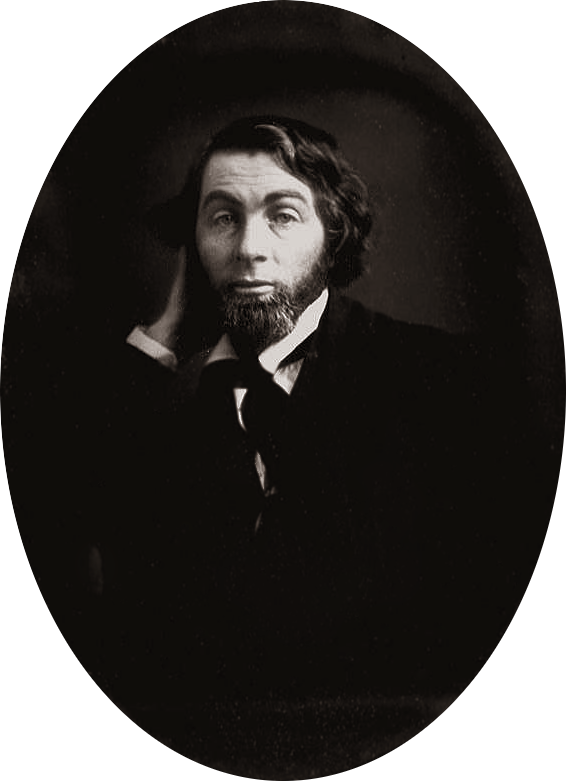
Whitman a 28 anni

L'estate successiva Whitman iniziò a lavorare per un altro tipografo, Erastus Worthington, sempre a Brooklyn. La sua famiglia fece ritorno a West Hills nella primavera; tuttavia, Whitman preferì non seguire i parenti, entrando invece nella bottega di Alden Spooner, curatore di un giornale simpatizzante per il partito Whig, il Long-Island Star. Durante gli anni trascorsi alla Star, Whitman iniziò a frequentare lezioni di teatro, iscrivendosi anche alla biblioteca locale e a un gruppo di discussione; pubblicò anche i suoi primissimi componimenti poetici, seppure in forma anonima, sotto l'effigie del New-York Mirror. Appena sedicenne, nel maggio 1835, Whitman abbandonò la Star e Brooklyn, trasferendosi nel centro di New York per intraprendere la carriera di compositore di stampa. Il giovane Walt tuttavia non riuscì a trovare lavoro, complice la depressione economica che sfociò poi nel panico del 1837. Nel maggio 1836, ritornò a vivere con la propria famiglia, che nel frattempo si era trasferita a Hempstead, nella contea di Nassau. Qui insegnò in varie scuole fino al 1838, applicando uno straordinario approccio pedagogico-educativo che si basava sul coinvolgimento e sul rispetto delle esigenze dei bambini.
Terminata l'esperienza come docente, Whitman fece ritorno a Huntington, New York, per fondare un proprio giornale: il Long Islander. La sua avventura giornalistica terminò però il 12 luglio 1839, quando vendette la pubblicazione a E. O. Crowell. Dopo una breve parentesi al Long Island Democrat, quotidiano del Queens per il quale lavorò come compositore tipografico, Walt ricominciò a insegnare come maestro presso diverse scuole a partire dal 1840. In base a una storia probabilmente apocrifa, egli fu cacciato via da un istituto di Southold per condotta immorale. L'episodio lo ricoprì d'ignominia, tanto che venne dapprima ammonito da un prete, che lo accusò di sodomia, per poi essere incatramato e impiumato. Il biografo Justin Kaplan diffida della veridicità della storia, poiché Whitman fece regolarmente ritorno a Southold in coincidenza con festività e turni di riposo. Analogamente, il biografo Jerome Loving definisce l'incidente «un mito». In ogni caso, fu proprio in questo periodo che Whitman divulgò una serie di dieci editoriali, andata sotto il nome di Sun-Down Papers—From the Desk of a Schoolmaster, a tre intervalli distinti. In questi saggi, il poeta iniziò a costruirsi la propria identità letteraria, impregnandola di umori trascendentalisti.
Nel maggio del 1841 Whitman trovò impiego a New York, come tipografo per il New World, sotto la guida di Park Benjamin, Sr. e Rufus Wilmot Griswold, per poi iniziare la sua collaborazione con l'Aurora prima (1842) e con il Brooklyn Eagle poi (1846-1848). Il rapporto di lavoro con il Brooklyn Eagle venne interrotto quando il poeta rese pubbliche le proprie simpatie per i Barnburner, fazione del Partito Democratico che si proponeva di combattere l'estensione di schiavitù e gli abusi di potere; ciò andava contro il pensiero del direttore, Isaac Van Anden, che invece andava d'accordo con l'ideologia conservativa degli Hunker. Le posizioni democratiche e antischiaviste di Walt vennero consolidate sempre nel 1848, quando divenne membro del Free Soil Party.

### Foglie d'erba

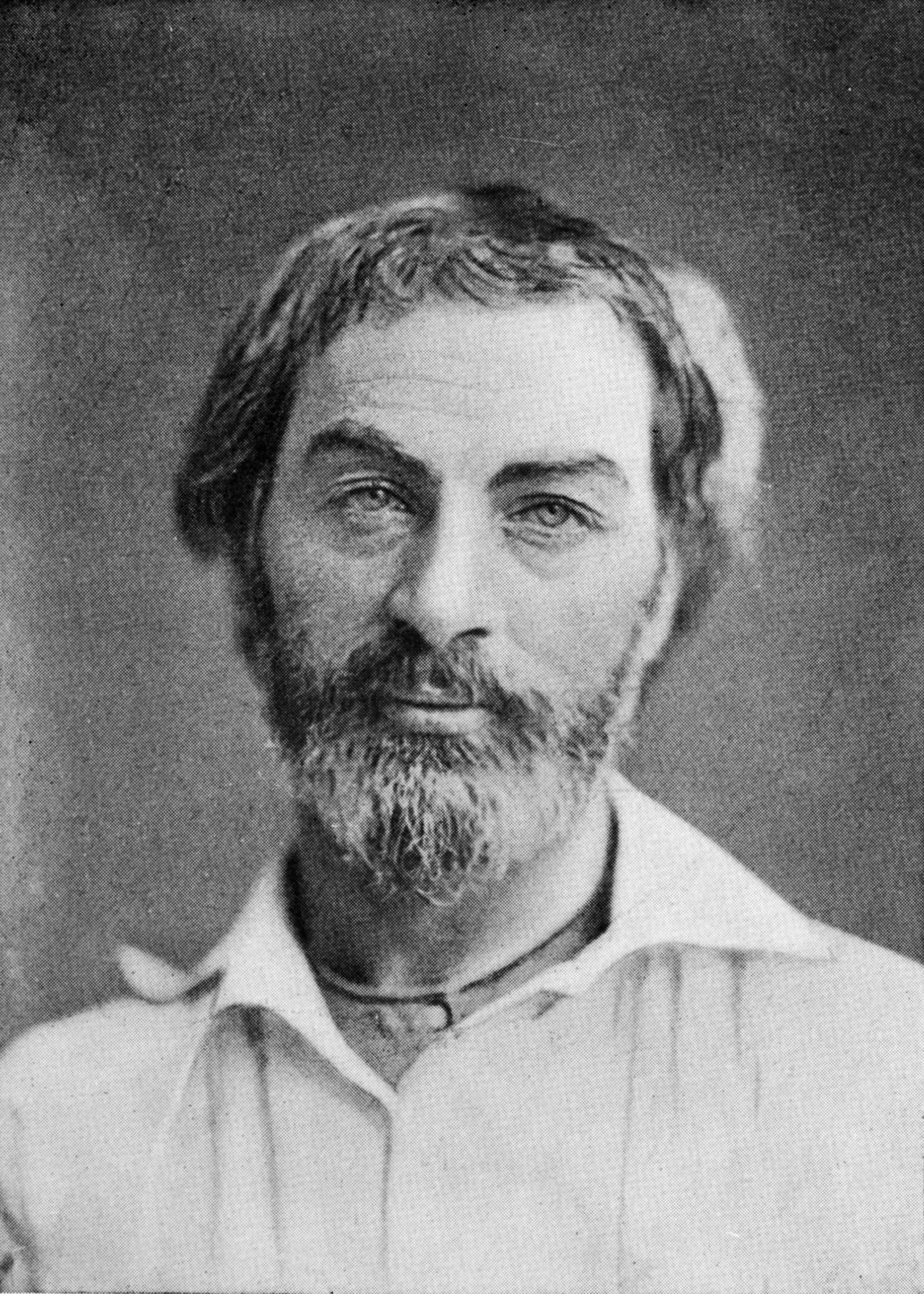
Whitman fotografato nel 1854, a 36 anni

Il primo viaggio sulle strade del continente avvenne nel febbraio del 1848, quando venne offerto a Whitman un impiego presso il Crescent di New Orleans. La proposta di lavoro fu un'occasione indiretta per estendere i suoi orizzonti: Walt ebbe così modo di conoscere parti lontane della patria tanto amata, attraverso un complicato itinerario che lo portò per ferrovia via Baltimora e Cumberland, poi per via fiume, discendendo l'Ohio e il Mississippi, fino al porto della Louisiana.
A New Orleans rimase solo per quattro mesi ed è questo un periodo poco conosciuto e sul quale si sono fatte numerose congetture. Si è parlato di amore appassionato, amore deluso e persino di qualche figlio illegittimo, ma nessuna di esse ha mai trovato valido sostegno.
Lasciata New Orleans, Whitman attraversò i Grandi Laghi, il Canada, e le Cascate del Niagara, e fece ritorno a New York dove fondò il Freeman, un giornale legato al partito antischiavista Free Soil. Dopo questo periodo giornalistico, tanto breve quanto fallimentare, Walt si unì nuovamente all'azienda paterna di carpentiere e costruttore. Avendo questo mestiere un'elasticità d'orario più elevata di quella consentita dal giornalismo, Whitman ebbe modo sì di trascorrere più tempo all'aria aperta, ma soprattutto di procedere con la propria formazione poetica, imbevuta delle letture di Omero, Ossian, e del prediletto Dante Alighieri.

Sfruttando l'esperienza di stampatore e il periodo trascorso leggendo i classici, nel 1855 Whitman si autopubblicò la prima edizione di Foglie d'erba, un volumetto di novantaquattro pagine in quarto, contenente solo dodici composizioni. Venne stampato un totale di 795 copie: il frontespizio della prima edizione, pur presentando un bel ritratto di Walt (frutto della matita di Samuel Hollyer), non riportava il nome dell'autore, che invece era celato nel corso del testo: «Walt Whitman, uno dei rudi, un cosmo, riottoso carnale e sessuale [...] che mangia, beve e procrea, non sentimentale [...] non al di sopra di uomini e donne, o discosto da essi [...] non più modesto che immodesto». Ad aprire la raccolta vi era un poema che solo nell'edizione del 1881 prese il titolo definitivo di Song of Myself (Il canto di me stesso), più una prefazione di 827 righe dove il poeta non esitò ad affermare il suo tumultuoso americanismo. I critici si divisero in due. Vari furono quelli che manifestarono il proprio scontento per l'amore paganamente puro professato nelle poesie: Peter Lesley fu categorico nel definire il libro «dozzinale, profano e osceno» e l'autore «un idiota pretenzioso». Numerosi furono tuttavia quelli che lodarono le nude e vergini foglie d'erba whitmaniane: fra questi vi era Ralph Waldo Emerson, fervente ammiratore del libro, che scrisse una lettera di plauso di cinque pagine, dove elogiò il magistrale carisma della sua poesia. Nel frattempo, l'11 luglio 1855, il padre di Whitman morì all'età di 65 anni.

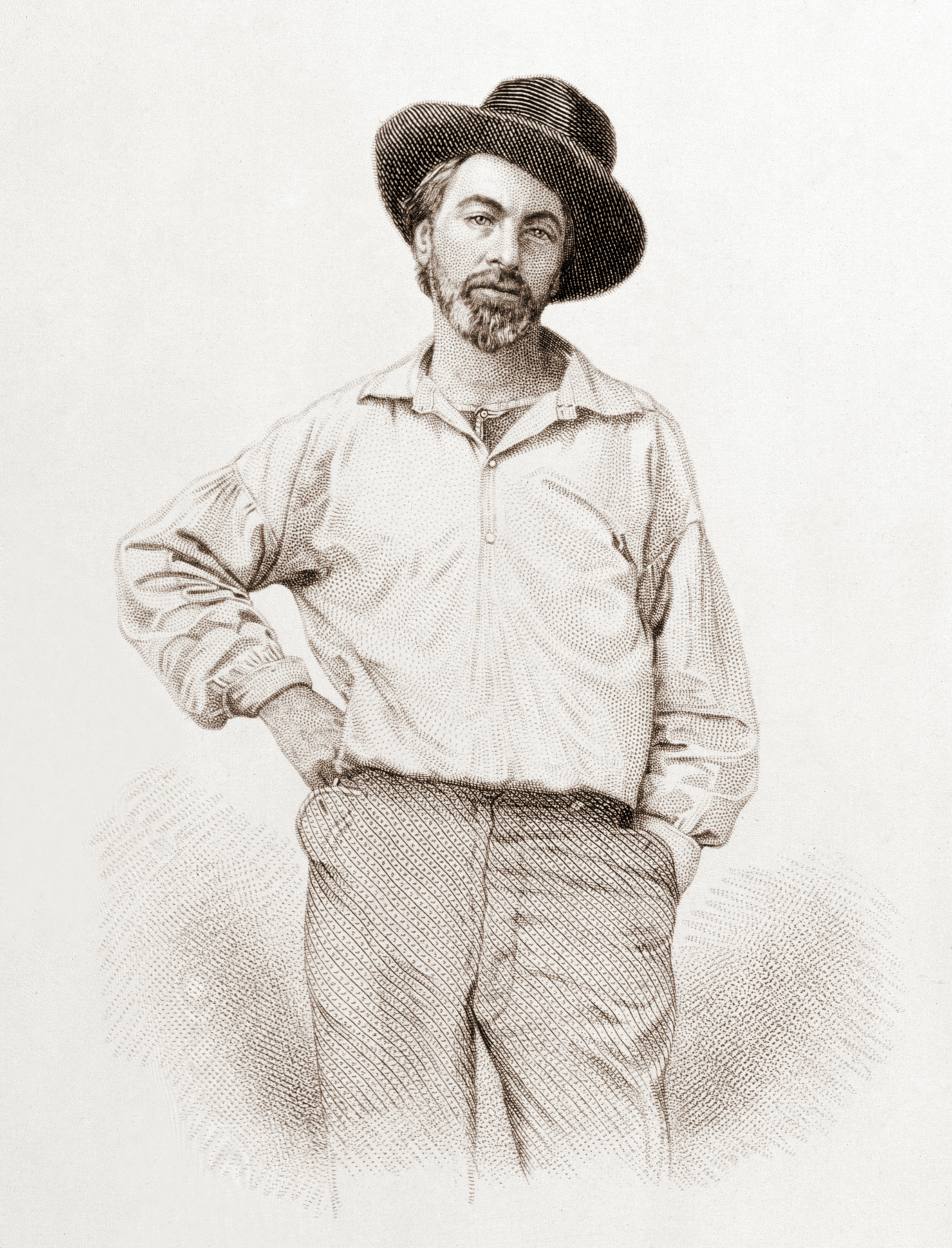
Acquaforte di Samuel Hollyer raffigurante un Walt Whitman ormai trentacinquenne: l'incisione venne collocata sul frontespizio della prima edizione di Foglie d'erba

Nei mesi successivi alla prima edizione di Foglie d'erba, crebbero i commenti acri di quei critici che mal gradivano l'esplodere dell'eros, tema di molti dei versi del poeta. Ciononostante la seconda edizione venne data alle stampe, con 20 poesie supplementari, nell'agosto del 1856; una terza edizione, frutto di un'altra revisione strutturale, fu pubblicata nel 1860. Malgrado alcune voci contrarie, numerosi furono gli scrittori affermati che ammiravano e condividevano la poetica di Whitman, e che addirittura lo visitarono: fra questi, vale la pena citare Amos Bronson Alcott e Henry David Thoreau.
Nel frattempo, Whitman andò incontro a varie difficoltà finanziarie, che lo spinsero a ritornare a scrivere per i giornali: nel maggio 1857 entrò fra le file del Daily Times di Brooklyn, dove supervisionava i contenuti del giornale, recensiva libri, scriveva editoriali. Lasciò il lavoro nel 1859, anche se non è ancora chiaro se fu una sua scelta o venne licenziato.

### Guerra di secessione americana

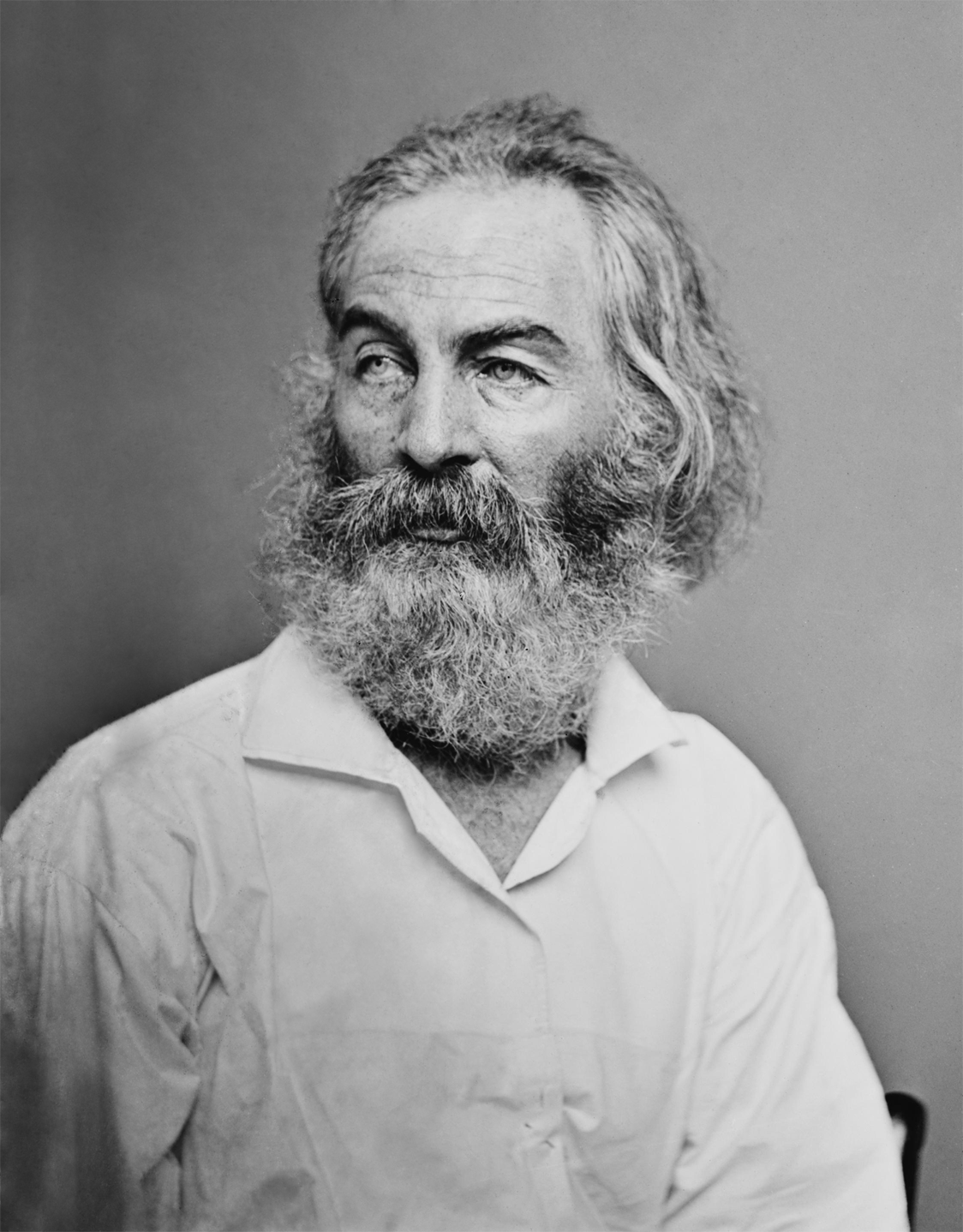
Walt Whitman fotografato da Mathew Brady nel 1862 circa, a 43 anni

Lo scoppio della guerra di secessione americana trovò Whitman entusiasta partigiano del Nord, non tanto per la questione schiavista - ormai passata in sottordine - ma per il fatto che il Sud rompesse l'unità nazionale. Complice qualche residuo d'influsso quacchero, Whitman non si arruolò; al contrario, il fratello George entrò tra le file dell'Unione, intraprendendo anche un vivido rapporto epistolare con Walt, desideroso di sapere i dettagli del conflitto. A mobilitarlo vi fu tuttavia un elenco dei caduti, nel quale figurava anche un certo «G. W. Whitmore»; Whitman, temendo che si trattasse di un'allusione a George, subito si diresse verso il Sud, non senza difficoltà: «camminavo tutto il giorno e la notte, senza riuscire a [...] ottenere informazioni», avrebbe poi scritto. Il fratello per fortuna non morì, nonostante le vistose ferite contratte in battaglia. Profondamente scosso dalla vista dei feriti e dei moribondi, il 28 dicembre 1862 Whitman lasciò il Sud alla volta di Washington, promettendosi di non tornare mai più a New York.
Nel soggiorno a Washington, Whitman venne assunto come impiegato addetto al pagamento degli stipendi: gli orari davano al poeta molto tempo libero, sicché lui iniziò ad assistere i moribondi. In questi anni Whitman diede tutte le sue maggiori energie per rincuorare e assistere migliaia di soldati feriti in guerra, manifestando una squisita carità e un eroico senso di civiltà. Testimonianza di questi anni sono le lettere mandate alla madre, ma anche due suoi componimenti: The Great Army of the Sick, divulgato in una rivista nel 1863, e - dodici anni dopo - Memoranda During the War.
Varie furono le tragedie sofferte dalla famiglia di Whitman in questo periodo. Il 30 settembre 1864 il fratello George venne catturato dalle milizie degli Stati Confederati, mentre un altro fratello, Andrew Jackson, morì stroncato dalla tubercolosi il 3 dicembre. L'umore di Walt migliorò solo quando riuscì a ottenere un impiego pubblico all'Indian Office nel Ministero dell'interno, grazie a una lettera di presentazione dell'amico William Douglas O'Connor. L'esperienza lavorativa ebbe inizio il 24 gennaio 1865: il salario ammontava a 1 200 $ l'anno, e Whitman ricevette addirittura una promozione. Esattamente un mese dopo, il 24 febbraio 1865, George venne liberato a causa della sua salute cagionevole.

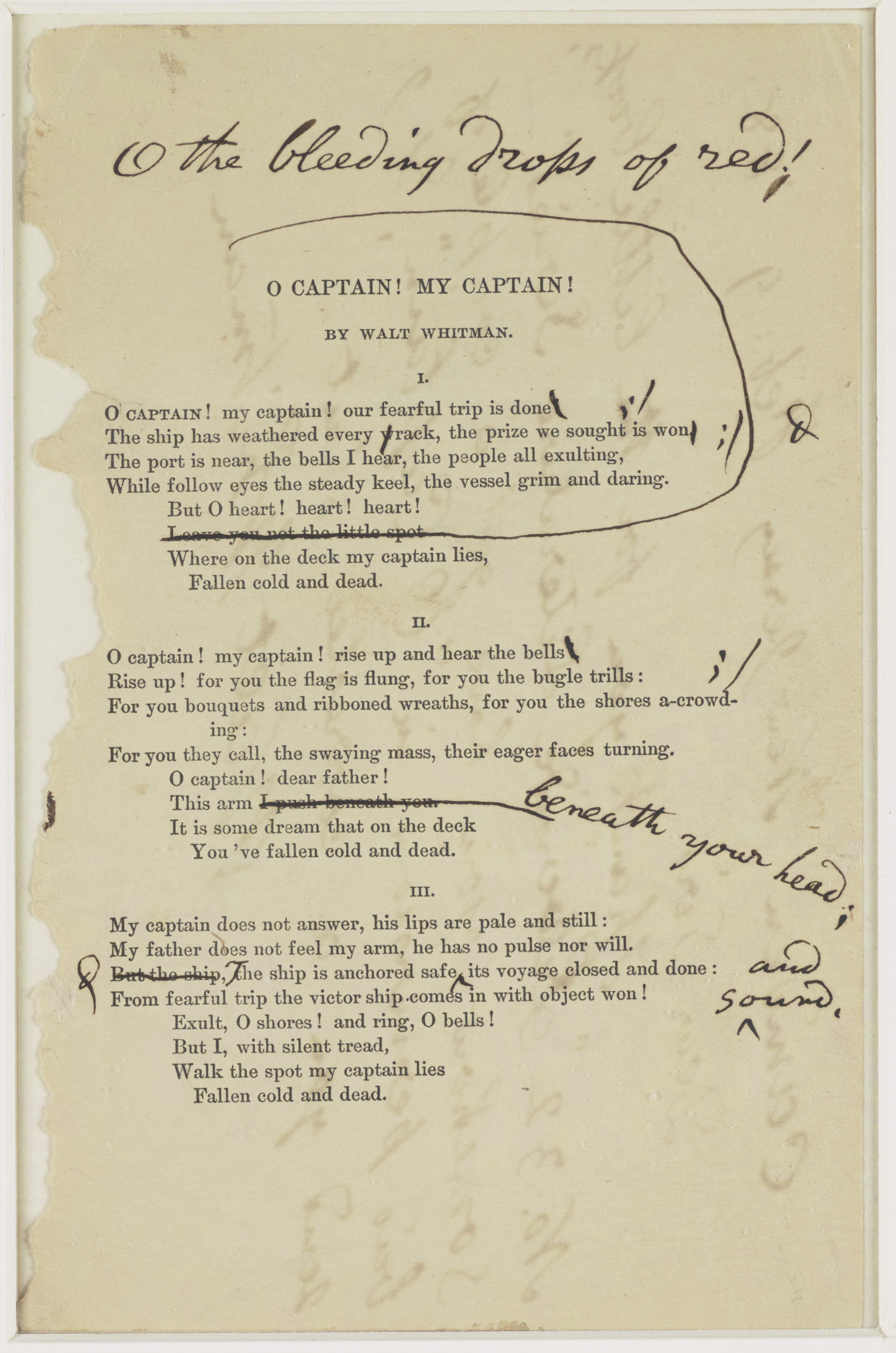
Bozza di stampa con correzioni autografe di Whitman per una ristesura di O capitano! Mio capitano!

Il 30 giugno 1865, comunque, Whitman fu licenziato dal suo lavoro. La sanzione fu disposta dal nuovo Segretario degli Interni, James Harlan, che probabilmente lesse l'edizione del 1860 di Foglie d'erba, ritenendola troppo indecente. O'Connor rimase indignato da quanto successo e, non riuscendo a impiegare nuovamente l'amico, lo vendicò scrivendo uno studio biografico tanto parziale quanto esagerato, The Good Gray Poet, nel gennaio 1866; Whitman venne dipinto come un prestigioso patriota, definizione che - pur non essendo affatto obiettiva - non fece che aumentare la sua popolarità. A renderlo ancora più famoso fu la pubblicazione dell'ode O capitano! Mio capitano!, scritta in occasione della morte del presidente Abraham Lincoln. Nel frattempo, per guadagnarsi da vivere, Whitman iniziò a lavorare nell'ufficio del procuratore generale.
Il periodo successivo all'Indian Office fu molto ricco e vivace dal punto di vista letterario. Oltre all'ennesima edizione di Foglie d'erba, pubblicata nel 1871, venne data alle stampe anche una raccolta di poesie, Poems of Walt Whitman, sorta grazie agli influssi esercitati da William Michael Rossetti. Nel frattempo, la fama di Whitman continuava a crescere anche oltreoceano, lì più che in America, dove il suo patriottismo veniva stigmatizzato dai suoi connazionali; nel Vecchio Continente, al contrario, «la [sua] freschezza recò refrigerio a gente avvezza alle serre calde della poesia del tardo romanticismo» (Treccani). Abbandonò l'ufficio del procuratore generale nel 1872, anche per prendersi cura della madre, ormai ottantenne e afflitta da un'artrite particolarmente grave. Il poeta, tra l'altro, fu anche invitato a pronunciare il discorso per i nuovi studenti del Dartmouth College, celebre università del New Hampshire, il 26 giugno 1872.

### Ultimi anni

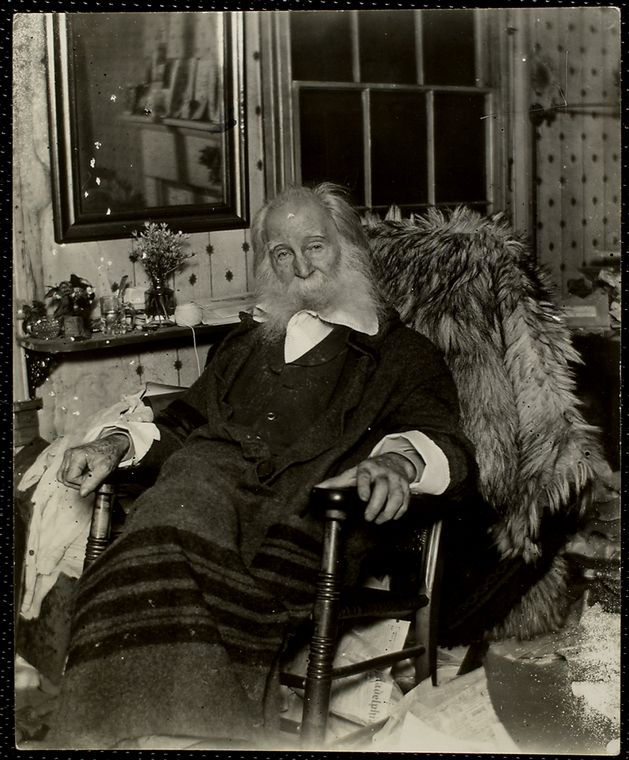
Whitman nel 1891, nei suoi ultimi anni di vita. La foto è stata scattata nella camera da letto della sua casa a Mickle Street, Camden.

Il continuo eroico dono di sé e la sua frenetica vita, così scevra di attimi di riposo, logorarono la salute di Whitman: nel gennaio del 1873 fu colpito da una paralisi, che lo indusse a trasferirsi a Camden, New Jersey, nella casa del fratello George Washington Whitman, al 431 di Stevens Street. Il dolore fisico fu subito seguito dal trapasso della madre, che annientò psicologicamente Walt. Nonostante questi tragici eventi, Whitman fu comunque molto produttivo dal punto di vista letterario: risale a questo periodo Democratic Vistas (1871), importantissima opera in prosa che sottolinea la necessità di buoni oratori sui quali la nazione può far affidamento nei tempi difficili, seguendo quel filone che già Thomas Carlyle aveva timidamente annunciato descrivendo i suoi eroi. Nello stesso anno pubblicò Passage to India, dove la scoperta geografica assurge al ruolo di divino viaggio dell'anima, e la quinta edizione di Foglie d'erba. Queste pubblicazioni, tuttavia, si rivelarono insufficienti a soddisfare il bisogno economico di Walt, che si recluse nella casa di Camden, in balia dell'infermità e della solitudine, consolato solo dalla visita di qualche amico, come Oscar Wilde e Thomas Eakins.
Appena il fratello fu costretto a traslocare per motivi di lavoro, Whitman acquistò un appartamento al 328 di Mickle Street, sempre a Camden. Qui strinse amicizia con Mary Oakes Davis, vedova di un marinaio, che abitava nelle immediate vicinanze. La donna si trasferì poi proprio nella casa di Whitman, prestando servizio come casalinga in cambio dell'alloggio. Tra l'altro, Mary Oakes portò con sé vari animali, fra cui un gatto, un cane, due tartarughe, un canarino e altri ancora; Whitman era invece assorto nella revisione di Foglie d'erba, riedita nel 1876, nel 1881 e nel 1889.
Grazie all'azione di Rossetti, il quale sollecitò numerosi aiuti finanziari dagli ammiratori inglesi, Whitman poté permettersi una residenza estiva a Laurel Springs, considerato «il lago più bello: sia in America sia in Europa». Una volta ristabilitosi, il vegliardo scrisse anche l'ultima edizione delle Foglie d'erba, che il poeta stesso definì «Deathbed Edition», presagendo che si sarebbe trattato dell'ultima. Pur avendo la gamba paralizzata e sentendo di stare in punto di morte, fece ancora i suoi ultimi viaggi: uno a St. Louis (1879-80) a far visita al fratello Jefferson, e l'altro in Canada (giugno 1880). In effetti, nella sua ultima settimana, la sua costituzione era talmente miserabile che non ce la faceva neanche a reggere le posate: scrisse «soffro tutto il tempo. Non ho alcun sollievo, alcuna via di fuga: è monotonia, monotonia, monotonia, soffrendo il dolore».
Whitman morì il 26 marzo 1892. Un'autopsia rivelò che l'ossigenazione dei tessuti era pari a un ottavo rispetto al normale, sintomo di una polmonite, e che una delle costole era fortemente danneggiata. Il poeta, sinceramente pianto dai suoi contemporanei (prima del funerale, la tomba non era visibile per tutti i fiori e gli omaggi che vi riposero) fu sepolto con tutti gli onori al cimitero di Harleigh, a Camden.

## Poetica
(Walt Whitman, da Io canto l'individuo)

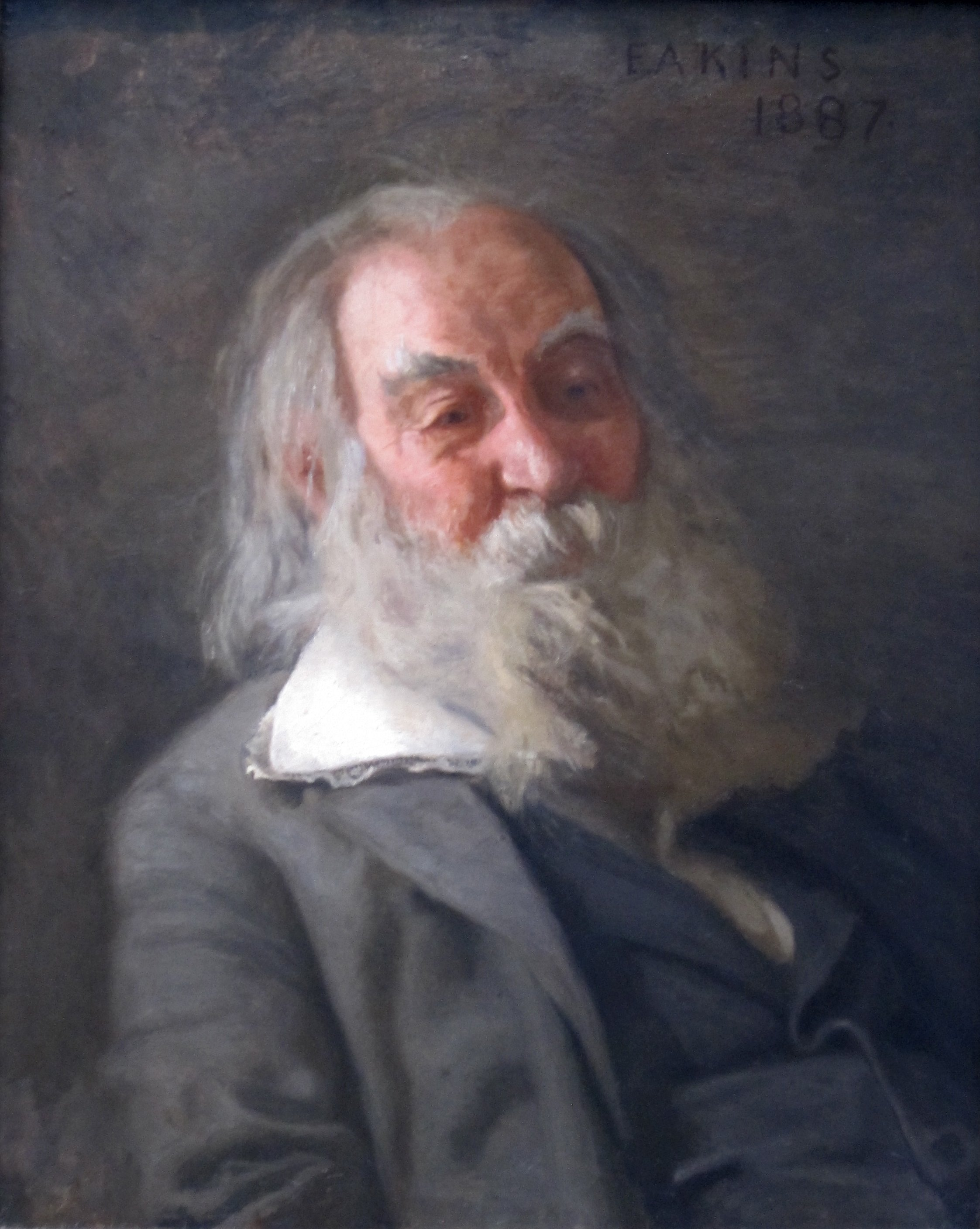
Ritratto di Walt Whitman realizzato da Thomas Eakins, 1887–88

Quando Whitman iniziò la sua carriera letteraria, la poesia americana non faceva altro che ripetere fiaccamente gli schemi già proposti ed esauriti dal Romanticismo europeo. Whitman, inorridito, li scartò subito come «feudali» e, con eccezionale audacia, ruppe con ogni tradizione, portando una ventata di novità nel Nuovo Mondo. Varie sono state le innovazioni apportate dal misticismo poetico di Whitman: la sua poesia, dallo stile perlopiù prosaico, faceva spesso ricorso ad arditi simbolismi, come foglie marce, ciuffi di paglia, e detriti. Lo spirito whitmaniano si manifestava anche nell'utilizzo del verso libero - di cui è considerato il padre per averlo effettivamente diffuso, anche se l'effettiva paternità va ricondotta ai laudari del Duecento - e nell'apertura più totale ad argomenti considerati difficili, come la morte o la prostituzione.
Tra l'altro, Whitman nella prefazione dell'edizione del 1855 di Foglie d'erba scrisse che «la prova di un poeta è che il suo paese lo assorba tanto affettuosamente quanto lo ha assorbito lui». Credeva che ci fosse un rapporto vitale, simbiotico fra il poeta e la società. Questo legame venne enfatizzato soprattutto ne Il canto di me stesso, utilizzando un'efficace narrazione in prima persona. Inoltre, i racconti di Whitman non erano popolati da eroi ma da gente comune, come contadini, pescatori, vagabondi.

## Stile di vita e pensiero

### Alcol

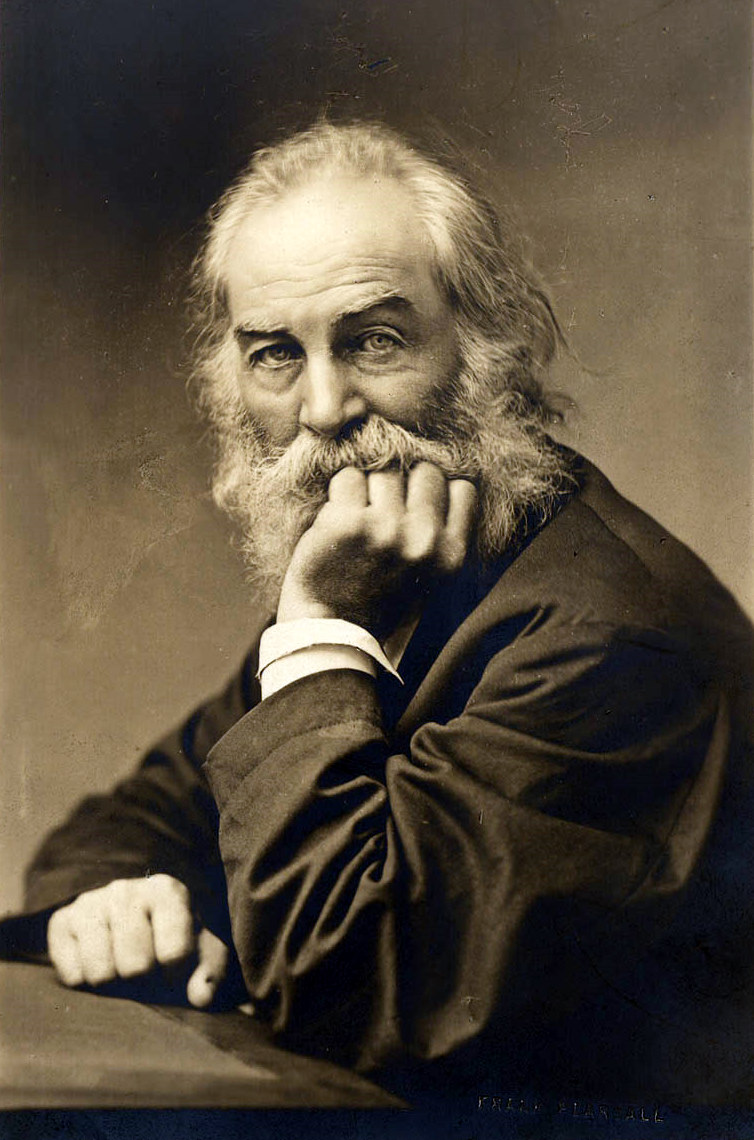
Walt Whitman a 50 anni circa

Whitman era un fervente sostenitore della Temperanza (movimento che voleva proibire le sostanze alcoliche); nella sua gioventù, infatti, il poeta raramente beveva alcool. Le prime tracce di questa sua visione emergono nel romanzo The Inebriate, pubblicato nel 23 novembre 1842, dove Walt diede la propria impronta nell'ambito di quel movimento. Whitman si sarebbe poi pentito del libro, definendolo una «dannata sciocchezza» e affermando che l'aveva scritto in tre giorni solo per motivi di denaro, probabilmente sotto l'effetto dell'alcol stesso. Ciononostante, varie sono le opere dove denuncia l'abuso di queste sostanze: prime tra tutte, The Madman e il racconto Reuben's Last Wish. Solo con la senilità Whitman diventò più liberale con l'alcol, godendo del consumo di buoni vini e di champagne.

### Religione
La visione religiosa di Whitman era permeata dal deismo. Riconosceva sì l'esistenza di un Dio come prima causa, ma considerava di fatto ogni forma di fede un'inutilità pratica: in breve, rifiutava di pensare che una religione fosse più importante di un'altra, e le abbracciava tutte equamente. A prova di ciò, ne Il canto di me stesso enumerò tutte le religioni che considerava degne di rispetto, affermando di accettarle tutte – sentimento che poi fu enfatizzato nel canto With Antecedents:
Nel 1874 fu invitato a scrivere una poesia sul movimento spiritualista: Whitman lo fece, ma fu categorico nel definirlo «un imbroglio mediocre, scadente e primitivo». In effetti il poeta, pur riconoscendo l'esistenza di tutte le religioni, non ne era fedele a nessuna. Dio, secondo Whitman, era sia immanente sia trascendente e l'animo umano era sì immortale, ma in uno stato di progressivo sviluppo. American Philosophy: An Encyclopedia lo definì come uno dei tanti che «adottò una visione della religione panteista o pandeista, rifiutando di vedere Dio come un'entità separata dal mondo».

### Vita privata
L'orientamento sessuale di Whitman è stato molto discusso: basandosi sulla sua produzione letteraria e sulle sue esperienze biografiche, si presume che egli fosse omosessuale o bisessuale; la poetica di Whitman, infatti, è costellata di metafore sessuali e omoerotiche, ben prima della medicalizzazione dell'omosessualità avvenuta nel tardo Ottocento. Sebbene Foglie d'erba sia stata spesso considerata oscena o pornografica, fu solo una la voce che si espresse in merito alla presunta attività sessuale dell'autore: nel novembre 1855 Rufus Wilmot Griswold suggerì, infatti, che Whitman si fosse macchiato di «quell'orribile peccato da non menzionare in presenza di Cristiani», dato che Whitman, nel corso della sua vita, strinse intense amicizie con molte persone dello stesso sesso. La controversia, tuttavia, è ancora aperta: sebbene vi siano alcuni biografi secondo i quali Whitman non ha mai avuto contatti sessuali con uomini, altri citano lettere, giornali, pubblicazioni e altre fonti come presunte prove della sua omosessualità. Whitman, rispondendo a John Addington Symonds che gli chiese se vi fosse un'impronta omofila nelle sue opere, negò vigorosamente, sottolineando il fatto che diede vita a sei figli, tutti illegittimi. Molti studiosi sono scettici riguardo a questa affermazione di Whitman, dubitando anche dell'esistenza dei sei figli, preferendo pensare che l'uomo nascondesse i suoi veri sentimenti per la paura della disapprovazione altrui. Analogamente, quando gli venne chiesto se i versi di Calamus fossero un inno all'amore gay, Whitman preferì non rispondere.
È Peter Doyle il più probabile protagonista dell'amore di Whitman. Doyle era un conducente del bus che Whitman incontrò nel 1866 circa; i due rimasero legati da un saldo rapporto per molti anni. Nei suoi taccuini, Whitman celava le iniziali di Doyle usando la sequenza numerica «16.4.» (occupando le lettere «P» e «D» il sedicesimo e il quarto posto nell'alfabeto). Una seconda testimonianza, più diretta, ci giunge da Oscar Wilde: Wilde incontrò Whitman in America nel 1882 e scrisse all'attivista per i diritti umani George Cecil Ives che non vi era alcun dubbio circa l'orientamento del poeta: «conservo tuttora il bacio di Walt Whitman sulle mie labbra», disse vantandosi. Nel 1924, un anziano Edward Carpenter descrisse molto dettagliatamente un rapporto erotico che ebbe proprio con Whitman.
Un altro dei possibili amanti di Whitman era Bill Duckett, ragazzo che era quindicenne quando il poeta si trasferì a Camden. La relazione che univa i due era molto intima: Whitman descrisse quest'amicizia come «solida». Sebbene alcuni biografi descrissero il ragazzino come ospite, i più sanciscono la sua natura di amante. Anche la fotografia che si scattarono è stata descritta come «modellata sulle convenzioni di un ritratto di matrimonio», parte di una serie di scatti prodotti con i suoi giovani amici. Fra questi, vale la pena citare anche Harry Stafford, che Whitman incontrò a Timber Creek nel 1876, quando il ragazzo aveva appena compiuto la maggiore età. Più tardi Whitman diede a Stafford un anello, che fu restituito e ridato nel corso di una burrascosa relazione che durò moltissimi anni.
Alcune donne sono presenti nella biografia di Whitman, ma i loro legami con il poeta sembrano essere stati puramente platonici. Si sa che nel 1862 conobbe un'attrice di New York, Ellen Grey, verso cui il poeta nutrì una forma di amore sublimata, scevra però di pulsioni sessuali. Ne conservò dolcemente il ricordo anche quando si trasferì a Camden, tanto che la chiamava «una mia vecchia fiamma». In una lettera, datata 21 agosto 1890, citò anche l'esistenza di sei bambini; quest'affermazione non è mai stata verificata, né tanto meno corroborata. Soprattutto al volgere della senilità, i ricordi di Whitman erano costellati di fidanzate e vecchi amori, negando quanto sostenuto dal New York Herald, secondo cui il poeta «non aveva mai avuto una relazione amorosa». Come scrisse il biografo di Whitman, Jerome Loving, «il dibattito sulla sessualità di Whitman non avrà mai fine, a dispetto di quante prove possano mai emergere».

### Attribuzione delle opere di Shakespeare
Whitman si occupò anche del problema inerente all'attribuzione delle opere di Shakespeare, ritenendo che lo Shakespeare di Stratford fu il prestanome di un altro drammaturgo non svelatosi. Nelle sue Fronde di Novembre (1888) scrisse:

### Schiavitù
Whitman fu uno strenuo oppositore dell'estensione della schiavitù nei Territori dell'Ovest, supportando il Wilmot Proviso. Paradossalmente, all'inizio si contrappose anche all'abolizionismo, ritenendo che questo movimento avrebbe causato più danni che benefici; nel 1846 scrisse che gli abolizionisti rallentarono la propria causa proprio per «il loro estremismo e la loro invadenza». Whitman infatti, pur condividendone le istanze morali e le considerazioni umanitarie, bocciava i loro metodi, che erano in disaccordo con il processo democratico; a guadagnarsi le critiche del poeta vi fu anche il rifiuto degli Stati del Sud di mettere gli interessi della nazione al di sopra dei propri. Nel 1856, nella sua opera mai pubblicata The Eighteenth Presidency, rivolta agli uomini del Sud, scrisse che «o siete voi ad abolire la schiavitù o lei abolirà voi». Whitman sostenne addirittura che gli uomini afroamericani liberi non avrebbero dovuto godere del diritto di voto, rimanendo sconcertato dal crescente numero di afroamericani impiegati nella legislatura.

## Retaggio

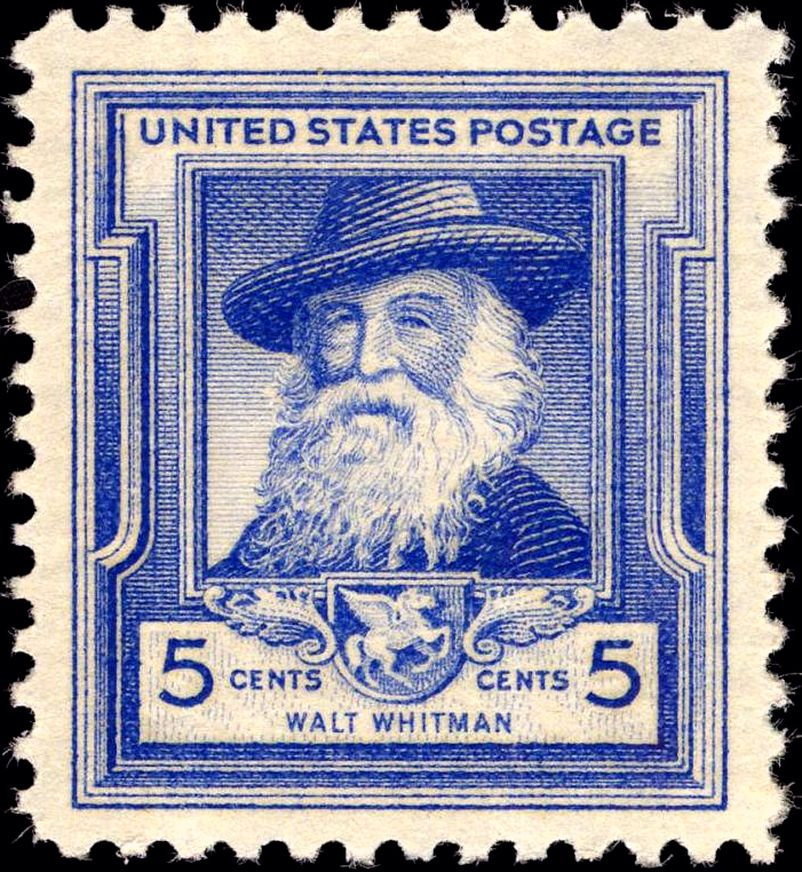
Francobollo raffigurante Whitman appartenente a una serie commemorativa emessa nel 1940

Walt Whitman è stato celebrato come il primo «poeta della democrazia» americano: tutta l'opera del poeta è permeata dallo spirito democratico. Un'amica inglese di Walt, Mary Smith Whitall Costelloe, scrisse che «è impossibile capire lo spirito americano senza Walt Whitman, senza le sue Foglie d'erba». Andrew Carnegie lo ha definito come «il più grande poeta d'America di tutti i tempi», mentre Ezra Pound disse: «Il poeta dell'America... lui è l'America». In effetti, molte delle sue opere si possono considerare delle condensate dichiarazioni d'amore, verso la nazione natia che egli stesso definiva «il poema più grande». Whitman si proponeva spesso come un profeta, un Messia che santificava tutto quello che toccava: come disse lui stesso, «Divino io sono, dentro e fuori». Questo paragone venne consolidato da William Sloane Kennedy, che ipotizzò che «un giorno, le persone celebreranno la nascita di Walt Whitman così come oggi celebrano la nascita di Cristo».
Lo scrittore statunitense Henry Miller, nel suo Tropico del Cancro, pone Whitman al centro del canone americano:
Lo stile «vagabondo» della poetica di Whitman venne ripreso negli anni cinquanta e sessanta da autori di riferimento della Beat Generation come Allen Ginsberg e Jack Kerouac, e da poeti come Adrienne Rich e Gary Snyder. Lawrence Ferlinghetti si definì come parte della «selvaggia prole» del poeta, tanto che la sua opera Starting from San Francisco (1961) è un chiaro riferimento a Starting from Paumanok di Whitman. Whitman fu una fonte d'ispirazione anche per Bram Stoker, autore di Dracula; Stoker nei suoi taccuini disse che Dracula in realtà rappresentava la quintessenza mascolina che, secondo lui, si plasmava proprio in Whitman.
Anche in chiave moderna Whitman ispira attraverso le sue ideologie e le sue opinioni autori di ogni genere, indirizzati a cercare in lui il moto e la spinta per animare e far muovere i propri personaggi. Un esempio citabile è lo scrittore John Green, che nel suo romanzo Città di carta si rifà alla poetica e alle idee whitmaniane contenute nella raccolta Foglie d'erba, introducendo la propria chiave di lettura dei versi poetici per motivare le azioni e le scelte dei protagonisti. Le foglie d'erba whitmaniane hanno affondato le proprie radici anche nella musica, avendo ispirato John Adams, Leonard Bernstein, Benjamin Britten, Rhoda Coghill, Ronald Corp, George Crumb, Frederick Delius, Karl Amadeus Hartmann, Hans Werner Henze, Paul Hindemith, Ned Rorem, Robert Strassburg, Ralph Vaughan Williams, Kurt Weill e Roger Sessions.
A Whitman è stato intitolato nel 1985 il cratere Whitman su Mercurio.

## Opere
- Franklin Evans, l'ubriaco (Franklin Evans,1842), Mattioli 1885, Fidenza 2017 traduzione di Livio Crescenzi ISBN 978-88-6261-622-5
- Vita e avventure di Jack Engle (Life and Adventures of Jack Engle,1852), flower-ed, Roma, 2017, traduzione di Riccardo Mainetti
- Vita e avventure di Jack Engle (Life and Adventures of Jack Engle,1852), Mattioli 1885, Fidenza, 2017, traduzione di Livio Crescenzi ISBN 978-88-6261-639-3
- Vita e avventure di Jack Engle (Life and Adventures of Jack Engle,1852), Safarà Editore, Pordenone, 2017, traduzione di Cristina Pascotto ISBN 978-88-97561-73-6
- Foglie d'erba (Leaves of Grass), 1855, prima edizione di otto, progressivamente accresciute fino al 1892
- Canti scelti, a cura di Luigi Gamberale, Milano, Biblioteca Universale Sonzogno, 1890
- Manly Health and Training (1858)
- Drum-Taps (1865)
- Visioni democratiche (Democratic Vistas, 1871), Atlantide, 1996
- Passage to India (1871)
- Taccuini della Guerra di Secessione (Memoranda During the War, 1876), Mattioli 1885, Fidenza 2016 traduzione di Livio Crescenzi e Silvia Zamagni ISBN 978-88-6261-603-4
- Nel west e altri viaggi (brani tratti da Specimen Days and Collect, 1882), Mattioli 1885, Fidenza 2008 traduzione di Cecilia Mutti ISBN 978-88-6261-039-1
- Un sillabario americano, Mattioli 1885, Fidenza 2017 traduzione di Livio Crescenzi ISBN 978-88-6261-609-6
- O Capitano! Mio Capitano!, a cura di Franco Nasi, Modena, Mucchi, 2019 (Dieci x Uno. Una poesia, dieci traduzioni, 4). ISBN 978-88-7000-827-2
- Rivelerò io cosa dire di me, (traduzione di Diego Bertelli), Milano, Marcos y Marcos, 2023 ISBN 978-88-9294-140-3